# Stenatemnus fuchsi
Stenatemnus fuchsi är en spindeldjursart som först beskrevs av Albert Tullgren 1907.  Stenatemnus fuchsi ingår i släktet Stenatemnus och familjen Atemnidae. Inga underarter finns listade i Catalogue of Life.